# Генерал-губернатор Канады

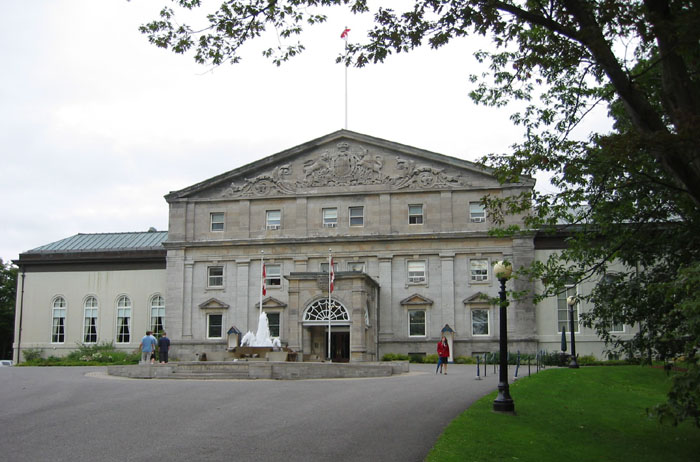
Ридо-холл, официальная резиденция генерал-губернатора

Генера́л-губерна́тор Кана́ды (англ. Governor General of Canada, фр. Gouverneur général du Canada) — должностное лицо, представляющее короля Канады, входящей в состав Содружества и признающей британского монарха в качестве главы государства. С 26 июля 2021 года 30-м генерал-губернатором Канады является Мэри Саймон, первая представительница коренных народов Канады на этой должности.

## Назначение
Монарх назначает генерал-губернатора, советуясь с премьер-министром Канады. С 1867 по 1952 год каждый генерал-губернатор был родом из Соединённого Королевства и являлся членом британской аристократии. Последним генерал-губернатором британского происхождения был Харольд Александер, 1-й виконт Александер-Тунисский, бывший на этом посту с 1946 по 1952 год. С мандата Винсента Мэсси пост занимали исключительно канадцы. К тому же по традиции его занимают попеременно англоканадцы и франкоканадцы. С 1967 год премьер-министр предлагает монарху одну кандидатуру, которую он рекомендует на должность. Как правило, монарх следует совету своих премьер-министров до тех пор, пока они пользуются доверием Палаты общин и действуют в соответствии с конституцией.
Будучи беспартийными во время своего мандата, многие генерал-губернаторы в прошлом были политиками. С 1952 года назначались лица, уже занимающие должности дипломата, члена Кабинета или председателя Палаты общин. Адриенна Кларксон, генерал-губернатор с 1999 по 2005 год, была ранее писательницей и тележурналисткой; она стала первым генерал-губернатором в канадской истории, не имевшим политического или военного прошлого. Она была также второй женщиной и первым лицом азиатского происхождения на этом посту. Первой женщиной — генерал-губернатором Канады была Жанна Сове, мандат которой пришёлся на период с 1984 по 1990 год.
По традиции назначенное на должность генерал-губернатора лицо остаётся на посту как минимум пять лет, но в действительности этот пост занимается «по благоволению Его Величества», и канадский премьер-министр может попросить монарха продлить мандат. Так, мандат Адриенны Кларксон королева Елизавета II продлила на один год по совету премьер-министра Пола Мартина, так как он считал предпочтительным сохранить на посту опытного генерал-губернатора, пока во главе страны находилось правительство меньшинства. В прошлом были также продлены мандаты других генерал-губернаторов, таких как Жорж Ванье и Роланд Миченер.

## Вакансия должности
В случае смерти, отставки генерал-губернатора или пребывания его за границей дольше одного месяца главному судье Канады приходится действовать в качестве администратора правительства и исполнять, таким образом, все обязанности генерал-губернатора. Было два случая, когда главному судье пришлось возложить на себя эту ответственность вследствие смерти генерал-губернатора; в 1940 году это выпало на долю Лаймена Пура Даффа, преемника лорда Твидсмура, а в 1967-м — на долю Робера Ташро, преемника Жоржа Ванье. Также вслед за отставкой достопочтенного Ромео Леблана в 1999 его обязанности исполнял главный судья Антонио Ламер. В 2005 году Беверли Маклаклин, главный судья Верховного суда Канады в 2000—2017 годах, заменяла Адриенну Кларксон, которая должна была лечь в больницу для установки кардиостимулятора.

## История
Французская колонизация Северной Америки началась в 1580-е гг. (территория была открыта Жаком Картье в 1534), но обширная колония Новая Франция (состоявшая из Канады, Луизианы и Акадии) выросла лишь в начале-середине XVII века. Исследователь Самюэль де Шамплен стал первым лицом, официально назначенным на пост губернатора Новой Франции. Вначале Новая Франция управлялась Компанией ста акционеров, однако в 1663 король Людовик XIV взял колонию под свой контроль. С 1663 лицо во главе французской администрации в Новой Франции было известно как «генерал-губернатор»; первым, кто занял эту должность, был Шарль Жак Юо де Монманьи.
Франция потеряла большинство своих североамериканских территорий, включая Канаду, в пользу Соединённого королевства во время Семилетней войны (1756—1763), потеря подтверждена Парижским договором. Королевская декларация 1763 сменила название Канады на «Провинция Квебек» и по этому случаю был создан пост губернатора. Генерал-лейтенант сэр Джеффри Амхерст управлял провинцией в последние годы Семилетней войны, но первым гражданским губернатором был Джеймс Мюррей (назначен в 1764). Провинции Новая Шотландия и Нью-Брансуик были выделены отдельно, каждая со своим собственным губернатором. В 1780-е гг. британское правительство под управлением премьер-министра Уильяма Питта решило, что провинции Квебек, Новая Шотландия и Нью-Брансуик должны иметь одного единственного главного губернатора (позднее названного генерал-губернатором). Первым лицом, занявшим этот пост, был лорд Дорчестер (назначен в 1786). Однако генерал-губернатор, или главный губернатор, управлял лишь провинцией Нижняя Канада; Верхняя Канада, Нью-Брансуик и Новая Шотландия фактически управлялись своими собственными лейтенант-губернаторами. В 1840 Верхняя и Нижняя Канады были объединены для создания Провинции Канада, которая осталась под прямой властью генерал-губернатора.
Роль генерал-губернатора значительно выросла сразу после Восстаний 1837. Действительно, через десять лет после этих восстаний британское правительство согласилось предоставить канадским провинциям положение ответственного правительства. Результатом этого было превращение генерал-губернатора и лейтенант-губернаторов в лишь номинальных правителей, власть же передавалась демократически избранным легислатурам и провинциальным премьер-министрам. Это разделение ролей существовало и после установления доминиона Канада в 1867: генерал-губернатор и лейтенант-губернаторы стали символическими представителями британской Короны и правительства, тогда как реальная власть находилась в руках премьер-министра Канады и его провинциальных коллег.
Должность генерал-губернатора претерпела большие изменения в конце 1920-х гг. и в начале следующего десятилетия сразу после дела Кинга — Бинга. В 1926 либеральный премьер-министр Уильям Лайон Макензи Кинг попросил генерал-губернатора лорда Бинг-Вими распустить парламент, однако тот использовал резервное полномочие, чтобы отклонить это требование, ссылаясь на то, что всеобщие выборы прошли всего лишь несколькими месяцами ранее. Кинг же подал в отставку, а лорд Бинг назначил Артура Мейена, чтобы заменить главу правительства. Однако за неделю консервативное правительство Мейена получило вотум недоверия в Палате общин, вынуждавшей генерал-губернатора распустить Парламент и назначить выборы. Макензи Кинг был избран с явным большинством голосов и стал упорно настаивать на переопределении роли генерал-губернатора.

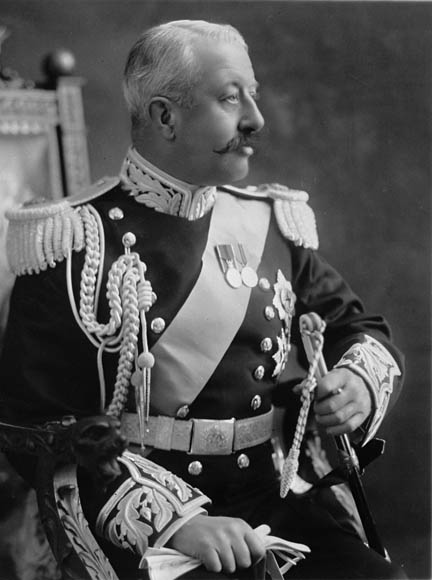
До 1970-х годов генерал-губернаторы носили придворную одежду, костюм, похожий на военную форму, как на этой фотографии. Герцог Девоншир, генерал-губернатор Канады с 1916 по 1921

Позднее, на проходившей позднее в 1926 году имперской конференции Соединённое королевство, Канада и все другие доминионы приняли декларацию Бальфура. Она признавала, что каждый доминион приравнивался к Соединённому королевству и что отныне каждый генерал-губернатор будет действовать в своём доминионе лишь как представитель Короны, а не британского правительства. Последняя роль скорее должна была с тех пор принадлежать высоким комиссарам, эквивалентным послам. Принцип равенства между доминионами был развит Вестминстерским статутом в 1931. Была отброшена идея великой империи, территории которой принадлежали британской короне; каждый доминион стал полноправным королевством, а монарх становился, таким образом, королём Соединённого королевства, королём Канады, королём Австралии и т. д. Даже если доминион Канада был теперь признан независимым и равным Соединённому королевству, обязанности генерал-губернатора по-прежнему продолжали исполняться британцами, а не канадцами. Наименование «доминион» сегодня более не используется, так как оно означало бы, что британское правительство имеет некоторую власть над Канадой, а это не так. Первый генерал-губернатор канадской национальности, Винсент Мэсси, был назначен лишь в 1952.
Другие важные изменения претерпела эта должность во время мандата Роланда Миченера (1967—1974). Миченер смягчил протоколы и формальности, связанные с должностью; например, был отменён старинный обычай кланяться перед генерал-губернатором. Миченер сохранил традиционную военную форму, связанную с его службой, но он был последним генерал-губернатором, кто её носил. В 1971 Миченер посетил Тринидад и Тобаго, став первым генерал-губернатором, совершившим государственный визит в другую страну. Этот визит был вначале источником дискуссий, так как многие считали, что техническим главой канадского государства был монарх, а не генерал-губернатор. Но дискуссия длилась недолго; сегодня совершать государственные визиты — привычная практика генерал-губернатора.
Генерал-губернаторская должность время от времени была поводом для дискуссий в Канаде. Организация «Граждане за Канадскую Республику» борется за изменение этого поста, ввиду того что эта организация считает необходимым превратить государство в президентскую систему, подобную республикам Ирландия или Индия, полностью заменив монархию. С другой стороны, разные организации типа Монархистской лиги Канады поддерживают роль генерал-губернатора как представителя правящего монарха. После неудачи Мичского соглашения в 1987 и Шарлоттаунского соглашения в 1992 было видно, что канадские политики опасались вернуться к дискуссии по конституционному вопросу, особенно на такую спорную тему, как монархия. Споров о необходимости отмены монархии было мало, во многом потому, что многие канадцы считают более важным конфликт по поводу квебекской независимости. Поэтому республиканское движение в Канаде не такое сильное, как подобные движения в других королевствах Содружества, таких как Австралия.

## Правительственная роль
Генерал-губернатор — это представитель канадского монарха, исполняющий почти все полномочия Короны. Монарх сохраняет исполнительные полномочия и свои королевские прерогативы, но канадскую политику суверен на время своего отсутствия в Канаде препоручает своему генерал-губернатору. Только монарх имеет право назначать генерал-губернаторов и, как гласит канадская Конституция, добавлять число сенаторов. При этом он действует, как правило, по совету канадского премьер-министра.
Несмотря на то, что монарх Соединённого королевства является также монархом Канады, британское правительство не может советовать генерал-губернатора или вмешиваться в дела Канады, так как это независимое государство. Такое положение существует с принятия Вестминстерского статута в 1931.
Полномочия, которыми обладает генерал-губернатор от имени короля, значительны. Генерал-губернатор — глава исполнительной власти, действующий в соответствии с ограничениями конституции и прецедентами. Генерал-губернатор почти всегда исполняет королевские прерогативы по совету своего премьер-министра и других министров (что освобождает его от ответственности), которые, в свою очередь, отвечают перед демократически избранной Палатой общин и посредством неё — перед народом. Но часть королевских прерогатив, называемая резервными полномочиями, остаётся в руках Короны как высший контроль над правительством; Юджин Форси как сенатор и конституционный эксперт сказал следующее: «A Governor General must take all steps necessary to thwart the will of a ruthless prime minister (Генерал-губернатор должен принять все необходимые меры по противодействию желаниям несговорчивого премьер-министра)». Эта возможность была использована генерал-губернатором лордом Бингом против премьер-министра Макензи Кинга в так называемом деле Кинга — Бинга в 1926. Некоторые, как Ларри Зольф с Си-би-си, рассматривали ту возможность, что генерал-губернатор Адриенна Кларксон отклонит рекомендацию премьер-министра Жана Кретьена распустить парламент в 2002. Резервные полномочия генерал-губернатора также были использованы для приостановки работы парламента в 2008 и в 2011 году.
Все законы издаются от имени монарха. Для того, чтобы законопроект был принят, требуется королевская санкция. В этом случае генерал-губернатор действует от имени монарха; теоретически, у него есть три варианта: предоставить королевскую санкцию и таким образом одобрить закон, отклонить утверждение, наложив вето, или объявить резервное право на законопроект, чтобы он был утверждён или отклонён лично монархом. Если генерал-губернатор предоставляет королевскую санкцию, у монарха есть два года на «отклонение» законопроекта, то есть на аннулирование закона, о котором идёт речь. Ни один генерал-губернатор не отказывался предоставить королевскую санкцию со времён Конфедерации, но это имело место у некоторых лейтенант-губернаторов.
Генерал-губернатор созывает, прерывает и распускает Парламент. Каждая парламентская сессия начинается с речи генерал-губернатора. Новая сессия отмечается открытием Парламента, во время которого генерал-губернатор зачитывает Сенату Тронную речь, оглашая полную программу законодательной работы правительства на предстоящий год. Перерыв работы парламента следует обычно примерно через год после открытия сессии и официально приостанавливает заседания. Роспуск, дата которого может варьировать в силу различных факторов, останавливает парламентский мандат (который не может превышать пяти лет). За ним следуют всеобщие выборы депутатов в Палату общин. Генерал-губернатор теоретически мог бы отклонить роспуск, но обстоятельства, которые позволяли бы ему это сделать, не определены. Отказ может быть оправдан, если правительство меньшинства очень недолго находится у власти и другая партия может заручиться доверием Палаты. В последний раз генерал-губернатор отказался распустить парламент во время вышеупомянутого дела Кинга — Бинга.
Генерал-губернатор ответствен за назначение нового премьер-министра. Согласно неписаному конституционному обычаю он должен выбрать человека, который может заручиться поддержкой большинства Палаты общин: обычно это глава преобладающей партии в Палате. Если ни одна партия не имеет большинства, две или более группы могут образовать коалицию, глава которой, избранный внутренне, назначается впоследствии премьер-министром. Такие коалиционные правительства редки в Канаде. Когда ни одна партия или коалиция не имеет большинства в Парламенте, обычай гласит, что генерал-губернатор назначает человека, который имеет больше шансов заручиться поддержкой большинства Палаты общин: обычно, но необязательно это глава партии, занимающей больше всех мест. Так, например, Пол Мартин оставался премьер-министром более года после выборов 2004, тогда как его партия не имела большинства. В сложной обстановке генерал-губернатор должен определить лицо, наиболее подходящее, чтобы стать премьер-министром, на основе своего суждения.
Генерал-губернатор также назначает федеральных министров, сенаторов, судей и других чиновников. К тому же генерал-губернатор обязан назначать от имени монарха лейтенант-губернаторов в провинциях. В этом случае кандидатов ему предлагают премьер-министры (федеральный или провинциальные). Лейтенант-губернатор может скорее объявить резервное право и предоставить решение генерал-губернатору, чем сам предоставить королевскую санкцию провинциальному законопроекту. Эта практика вышла из употребления и в последний раз применялась лейтенант-губернатором Саскачевана в 1961. Комиссары канадских территорий не назначаются генерал-губернатором; они не действуют в качестве представителей Короны.

## Церемониальная роль
В обязанности генерал-губернатора входит в том числе исполнять церемониальные функции, как представителя монарха (главы государства). Он или она совершает государственные визиты за границу, принимает в Канаде глав иностранных государств, принимает послов и высоких комиссаров, встречает официальные группы, вручает почётные награды и премии. К тому же недавняя традиция требует, чтобы каждый уходящий генерал-губернатор учреждал награду или премию (обычно в области спорта), носящую его имя.
Он или она от имени монарха исполняет функцию главнокомандующего Канадскими вооружёнными силами. Состав Вооружённых сил предан канадской монархии, а не действующему, временному или меняющемуся генерал-губернатору. На практике неясно, может ли командующий Вооружёнными силами в реальности обратиться к генерал-губернатору, считая, что приказы премьер-министра или министра обороны незаконны или неэтичны, и может ли генерал-губернатор непосредственно отдать новые приказы. Действительно, в истории Канады не существует никакого прецедента подобного рода. Если бы генерал-губернатор аннулировал приказ премьер-министра, это, вероятно, вызвало бы конституционный кризис.
Генерал-губернатор также является полковником трёх канадских полков: Governor General’s Horse Guard, Governor General’s Foot Guards и Canadian Grenadier Guards. Звание полковника принадлежит непосредственно конкретному генерал-полковнику, титул предназначается монарху.
Ранее верительные грамоты (представляемые послами или верховными комиссарами, прибывающими или покидающими свой пост в Канаде) адресовались королеве Елизавете II, однако с начала 2005 года они адресуются напрямую генерал-губернатору без упоминания монарха. Это решение вызвало некоторые дискуссии и было осуждено монархистами.

## Первенство и привилегии
Согласно порядку старшинства во время официального мероприятия генерал-губернатор предшествует всем приглашённым, кроме монарха. Как прямой представитель монарха генерал-губернатор имеет первенство даже над другими членами королевской семьи.
На всё продолжение своего мандата генерал-губернатор, так же как и его супруг, получает почётную приставку «Его Превосходительство». Кроме того, уходящие генерал-губернаторы назначаются в Тайный совет Короля для Канады и имеют право на пожизненный титул «достопочтенный»; они теряют звание «Их Превосходительство», когда покидают свой пост, это выражение у всех народов обозначает обращение к главам государств. Генерал-губернатор и его супруг являются единственными канадцами, имеющими привилегию получать в пределах страны обращение «Их Превосходительство». На всём протяжении своего мандата генерал-губернатор является также канцлером и главным кавалером Ордена Канады, канцлером Ордена «За военные заслуги» и канцлером Ордена «За заслуги сил правопорядка» и Досточтимого ордена Святого Иоанна Иерусалимского. Ему разрешено носить медали и знаки этих орденов. Во время своего выдвижения он надевает цепь Ордена Канады, Ордена «За военные заслуги», Ордена «За заслуги сил правопорядка» и Гербовую цепь.

Современный флаг генерал-губернатора был принят в 1981. На нём изображён коронованный лев, держащий красный кленовый лист

Флаг генерал-губернатора имеет первенство над всеми другими флагами и штандартами, кроме личного штандарта короля Канады. Этот штандарт водружён на транспортном средстве, используемом генерал-губернатором, и на здании, в котором он находится или проживает. Однако во время официальных визитов за границу генерал-губернатор использует флаг Канады, называемый также «кленовый лист», более представительный и узнаваемый символ страны. Действительно, во время визитов за границу он действует как глава государства Канада, поэтому используется флаг с кленовым листом.
Гимном для приёма генерал-губернатора является «вице-королевское приветствие». Оно состоит из шести первых тактов канадского королевского гимна (God Save the Queen) и четырёх первых и четырёх последних тактов канадского государственного гимна (O Canada). За границей используется лишь O Canada. Во время официальных церемоний при прибытии генерал-губернатора звучит королевский залп из 21 выстрела артиллерии.
Генерал-губернатор получает годовую плату в размере 123 900 $. Он располагает двумя официальными резиденциями: Ридо-холлом в Оттаве (Онтарио) и Квебекской крепостью (Квебек), где пара ежегодно проводит несколько недель. Супруга генерал-губернатора носит титул «владелица Ридо-холла», но для мужчины, чья жена занимает вице-королевскую должность, эквивалента не существует.
До Второй мировой войны и до перевода в кабинеты премьер-министра генерал-губернатор, а также его персонал пользовались кабинетами на Парламентском холме, в восточном крыле. Когда в 1970-е службы премьер-министра переехали в здание Ланжевен, прежние помещения служб генерал-губернатора были отреставрированы с возвращением им облика XIX века. Сегодня они привлекают туристов во время визитов на Парламентский холм в Оттаве.
Персонал генерал-губернатора управляется секретарём генерал-губернатора Канады, работающим в Ридо-холле.

## Занятия после мандата
На пенсии генерал-губернаторы обычно удаляются от общественной жизни или назначаются на дипломатические посты. Эдвард Шрейер (мандат с 1979 по 1984) на пенсии стал высоким комиссаром в Австралии. В 2005 он стал первым бывшим генерал-губернатором, добивающимся поста депутата Палаты общин, будучи кандидатом от НДП в округе Селкерк — Интерлейк. Шрейер проиграл консерватору Джеймсу Безану.
История британских генерал-губернаторов насчитывает множество примеров бывших вице-королей, возвращающихся к политической карьере в Великобритании после своего мандата. В 1952 лорд Александр Тунисский закончил свой мандат генерал-губернатора, чтобы занять пост министра обороны у Уинстона Черчилля. Лорд Лансдаун и герцог Девоншир также стали членами британского правительства после своей вице-королевской карьеры. Лансдаун сам на протяжении более десяти лет был главой Консервативной партии в Палате лордов в Лондоне.

### Книги, написанные прежними генерал-губернаторами
Лишь три прежних генерал-губернатора оставили автобиографии. Первый, Джон Бакен, написал за время своего мандата в Ридо-холле Memory Hold-the-Door, опубликованную в 1940. Второй, Винсент Мэсси, опубликовал свою биографию в двух томах, On Being Canadian — в 1948 и What’s Past is Prologue: The Memoirs of the Right Honourable Vincent Massey, C.H. — в 1963. Немного спустя после своего отъезда из Ридо-холла Адриенна Кларксон подписала с Penguin Canada контракт на две книги, первая из которых озаглавлена Heart Matters.